# Opoczno
Opoczno je město v Polsku v Lodžském vojvodství, sídelní město okresu Opoczno. Je významným silničním a železničním uzlem. V roce 2024 zde žilo 18 759 obyvatel.

## Osobnosti
- Edmund Biernacki (1866–1911), lékař
- Grzegorz Bociek (* 1991), volejbalista
- Adam Kszczot (* 1989), atlet
- Włodzimierz Perzyński (1877–1930), spisovatel a dramatik
- Grzegorz Piechna (* 1976), fotbalista
- Patryk Dominik Sztyber (* 1979), hudebník
- Żabson (* 1994), rapper

## Partnerská města
- Bytča, Slovensko
- Jarocin, Polsko
- Opočno, Česko
- Slovjansk, Ukrajina
- Zvjahel, Ukrajina